# Pangrapta disruptalis
Pangrapta disruptalis är en fjärilsart som beskrevs av Walker 1865. Pangrapta disruptalis ingår i släktet Pangrapta och familjen nattflyn. Inga underarter finns listade i Catalogue of Life.